# Берег спасения
«Бе́рег спасе́ния» — художественный фильм совместного производства СССР и КНДР. Кинокартина снята в 1990 году и состоит из двух серий. Фильм описывает события русско-японской войны, за основу сюжета взят реальный факт этой войны.
В фильме имеется большое количество батальных сцен и рукопашных поединков, в которых участвуют корейские мастера восточных единоборств.

## Сюжет
Середина мая 1905 года. Пятеро моряков из экипажа русского крейсера «Светлана», погибшего в Цусимском сражении, оказываются выброшенными на корейское побережье. Тем временем, японские охотники за сокровищами разыскивают древнюю гробницу правителя Кореи эпохи Когурё. Увидев, как японские грабители обижают старую женщину, русские бросаются в драку. Им на помощь приходит храбрая рыбачка Бараме, хранительница древних курганов. Японцы поджигают лесную лачугу, где останавливались путники, чтобы обвинить русских в преступлении против корейского государства. Однако местные крестьяне сами атакуют незваных гостей, видя, что те стремятся отыскать священный храм в ущелье Тигра. Японский отряд разбит, но погибает и юный матрос Добрыш. Получив коней, русские моряки продолжают свой путь на север.

## В ролях
- Дмитрий Матвеев — лейтенант Дьяконов, старший штурман
- Борис Невзоров — Семён Никулин, главный старшина
- Виктор Степанов — отец Фёдор, корабельный поп
- Александр Сластин — Иван Мякота, старший матрос
- Виталий Серов — Олесь Добрыш, молодой матрос
- Ли Соль Хи — Бараме, рыбачка
- Ли Ен Хо — Ю Чхун, крестьянин
- Чо Чже Ен — старейшина корейской деревни
- Чжу Сок Бон — Ыам, буддийский монах
- Квак Мен Со — Харата, японский авантюрист
- Юн Чхан — Кадзио, грабитель могил

## Съёмочная группа
- Авторы сценария и режиссёры: Арья Дашиев, Алексей Тимофеев, Ли Чжин У и Рю Хо Сон
- Операторы: Александр Гарибян и О Тхэ Ен
- Композиторы: Евгений Птичкин и Ра Гук
- Художники: Сергей Бочаров и Пак Сан Су
- Звукооператоры: Виктор Напольских, Рян Тхэ Хо